# Biedaki (Glisne)
Biedaki – część wsi Glisne w Polsce, położona w województwie małopolskim, w powiecie limanowskim, w gminie Mszana Dolna.
W latach 1975–1998 Biedaki administracyjnie należały do województwa nowosądeckiego.